# Олесники
Олесники (пол. Oleśniki) — село в Польщі, у гміні Травники Свідницького повіту Люблінського воєводства.
Населення — 1182 особи (2011).
У 1975-1998 роках село належало до Люблінського воєводства.

## Демографія
Демографічна структура станом на 31 березня 2011 року:
|          | Загалом | Допрацездатний вік | Працездатний вік | Постпрацездатний вік |
| -------- | ------- | ------------------ | ---------------- | -------------------- |
| Чоловіки | 579     | 117                | 397              | 65                   |
| Жінки    | 603     | 84                 | 359              | 160                  |
| Разом    | 1182    | 201                | 756              | 225                  |